# アイソスピン
アイソスピン（英: isospin）は、ハドロンの持つ量子数の一つである。
クォークモデルの確立により、アイソスピンもクォークへと拡張されている。

## 概要
素粒子物理学において、アイソスピンは強い相互作用に関連する量子数である。
isospin（アイソスピン）という語は、isotopic spin（同位体のスピン）から由来するが、これは核子の数が異なる原子核を意味するisotope（同位体）と紛らわしい。原子核物理学者は、isobaric spin（同重体のスピン）の言い回しを好む。この語は、実体をより正確に言い表している。
アイソスピン対称性は、バリオンおよび中間子の相互作用においてより広く見られるフレーバー対称性の部分集合である。アイソスピン対称性は、素粒子物理学において重要な概念を保持している。歴史的にこの対称性を詳細に吟味してきたことが、クォークの発見および理解、またヤン＝ミルズ理論の発展へと直接つながっている。
弱アイソスピンは、アイソスピンと類似しているが、混同してはならない。弱アイソスピンは、全ての世代における左巻き粒子のクォークとレプトン二重項を結合する弱い相互作用のゲージ対称性である。例えば、アップおよびダウンクォーク、トップおよびボトムクォーク、また電子および電子ニュートリノの結合に関与する。反対に、（強）アイソスピンはアップおよびダウンクォークのみを結合する。これは、両方のカイラリティ（左巻きおよび右巻き）に作用し、大局的対称性である（ゲージ対称性ではない）。

## 詳細
クォークが発見されるより以前、まだ陽子（p）や中性子（n）をはじめとするハドロンが内部構造を持たない素粒子であると考えられていた時代に、陽子や中性子のような質量などの性質が似ている粒子の一群は同種粒子が異なる量子状態をとっているものと考えたことから導入された量子数がアイソスピンである。
スピンとの類推でこれをベクトルで表して、
{\displaystyle \psi _{\mathrm {nucl} }={\begin{pmatrix}p\\n\\\end{pmatrix}}}
となり、この核子の作る複素2次元ベクトル空間はアイソスピン空間と呼ばれる。
アイソスピン空間は普通の空間とは区別される内部空間の一つである。
アイソスピン空間における複素ベクトルの回転
{\displaystyle \psi _{\mathrm {nucl} }\mapsto \psi _{\mathrm {nucl} }'=U\psi _{\mathrm {nucl} }}
を考える。
U は{\displaystyle \det U=1}を満たす2次のユニタリ行列であり、変換 U の全体は群 SU(2) をなす。
SU(2)の元はパウリ行列
{\displaystyle \mathbf {\tau } ^{1}={\begin{pmatrix}0&1\\1&0\\\end{pmatrix}},~\mathbf {\tau } ^{2}={\begin{pmatrix}0&-i\\i&0\\\end{pmatrix}},~\mathbf {\tau } ^{3}={\begin{pmatrix}1&0\\0&-1\\\end{pmatrix}}}
を用いて表すことができて、角度を{\displaystyle {\vec {\omega }}}とすると、
{\displaystyle U=\exp({\vec {\omega }}\cdot {\vec {\tau }}/2)}
である。
ここで、{\displaystyle {\vec {I}}={\vec {\tau }}/2}とすると、
{\displaystyle {\vec {I}}}は角運動量代数
{\displaystyle [I_{x},I_{y}]=iI_{z},~[I_{y},I_{z}]=iI_{x},~[I_{z},I_{x}]=iI_{y}}
を満たす。
{\displaystyle {\vec {I}}}を角運動量代数を満たす演算子として核子以外にも拡張したものがアイソスピン演算子である。
{\displaystyle {\vec {I}}^{2}} の固有値は {\displaystyle I(I+1)}となり、{\displaystyle I_{z}} の固有値は、{\displaystyle -I,-I+1,\ldots ,I-1,I}となる。ここで量子数 I は整数または半整数をとり、アイソスピンの大きさと呼ばれる。
核子のアイソスピンの大きさは I = 1/2 で、Iz は、
{\displaystyle I_{z}\psi _{\mathrm {nucl} }={\begin{pmatrix}+{\tfrac {1}{2}}&0\\0&-{\tfrac {1}{2}}\\\end{pmatrix}}{\begin{pmatrix}p\\n\\\end{pmatrix}}={\begin{pmatrix}+{\tfrac {1}{2}}\cdot p\\-{\tfrac {1}{2}}\cdot n\\\end{pmatrix}}}
である。
核子以外では、例えばパイ中間子はアイソスピンの大きさは I = 1 で、Iz は、
{\displaystyle I_{z}\psi _{\pi }={\begin{pmatrix}1&0&0\\0&0&0\\0&0&-1\\\end{pmatrix}}{\begin{pmatrix}\pi ^{+}\\\pi ^{0}\\\pi ^{-}\\\end{pmatrix}}={\begin{pmatrix}+1\cdot \pi ^{+}\\0\cdot \pi ^{0}\\-1\cdot \pi ^{-}\\\end{pmatrix}}}
である。
実験により多数の新粒子が発見されていき、それらを分類、整理していく中で、クォークモデルが提唱された。
クォークモデルによると、核子はアップクォーク（u）とダウンクォーク（d）により構成される（陽子は2個のuと1個のd、中性子は1個のuと2個のd）。クォークu,dは核子p,nと同様のアイソスピン
{\displaystyle q={\begin{pmatrix}u\\d\\\end{pmatrix}}}
{\displaystyle I_{z}q={\begin{pmatrix}+{\tfrac {1}{2}}&0\\0&-{\tfrac {1}{2}}\\\end{pmatrix}}{\begin{pmatrix}u\\d\\\end{pmatrix}}={\begin{pmatrix}+{\tfrac {1}{2}}\cdot u\\-{\tfrac {1}{2}}\cdot d\\\end{pmatrix}}}
を為し、核子のアイソスピンは3個のクォークのアイソスピンを合成したものとなる。
また、パイ中間子はクォークと反クォークにより構成され、そのアイソスピンはクォークと反クォークのアイソスピンを合成したものとなる。